# Kathedrale von Nicosia

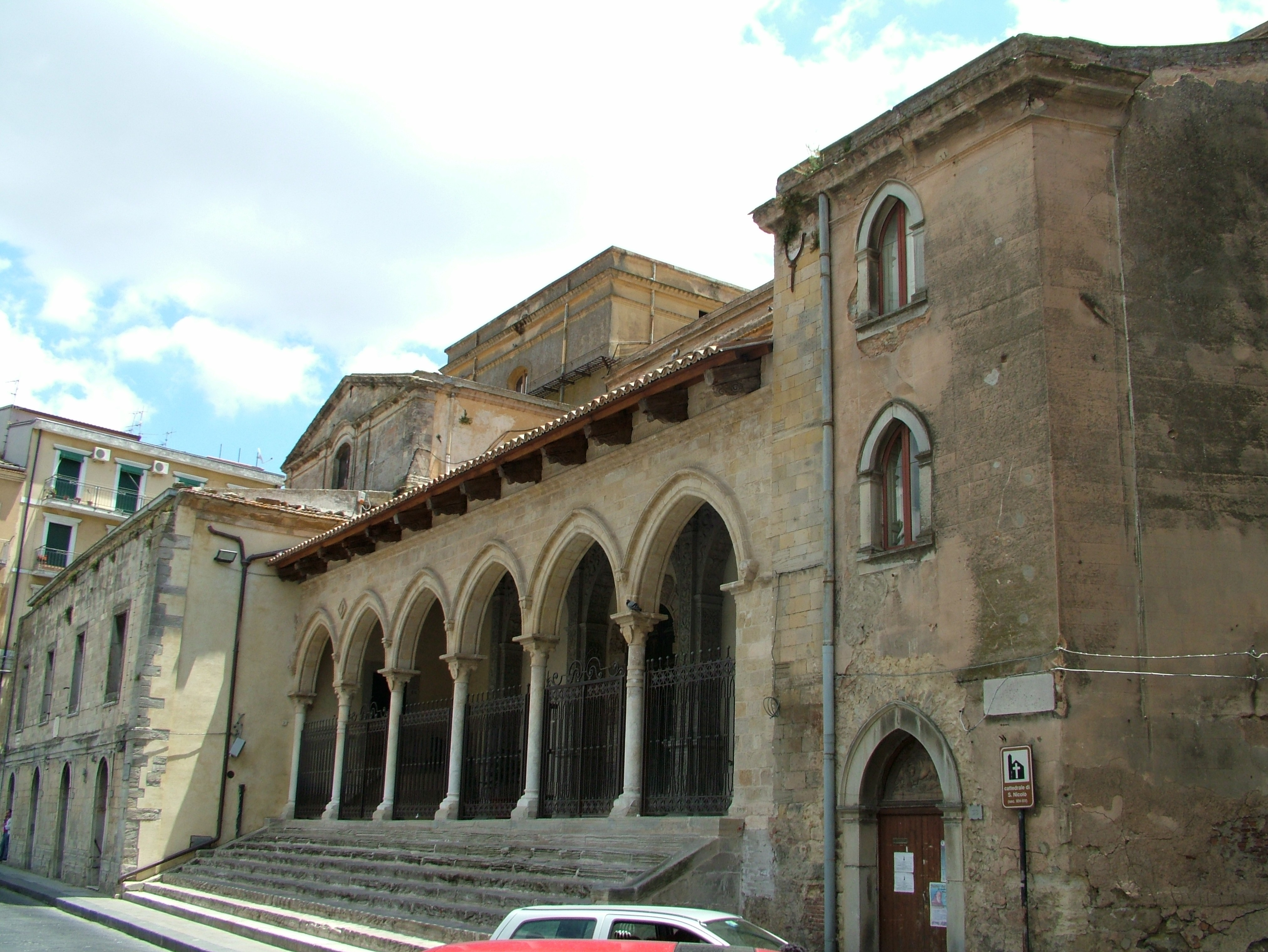
Kathedrale San Nicola di Bari

Die Kathedrale San Nicola di Bari in Nicosia ist die Kathedrale des Bistums Nicosia der Kirchenregion Sizilien. Bischof ist Salvatore Pappalardo.
Vom Hauptbau aus dem 14. Jahrhundert ist die gotische Fassade erhalten. Der dreischiffige Innenraum enthält Skulpturen von Antonello Gagini sowie das Gestühl und ein Kreuz aus dem 17. Jahrhundert.
Der Campanile des Kirchengebäudes mit Zwillings- und Drillingsfenstern und Dachbalkenmalereien stammt aus dem 12. Jahrhundert. Am Eingang zum Campanile befinden sich Tafeln aus dem 18. und 19. Jahrhundert mit Datumsangaben darüber, wann die Zugvögel aus Mitteleuropa zurückkehrten.